# Kermin Guardia
Kermin Guardia est un boxeur colombien né le 17 janvier 1970 à Turbo.

## Carrière
Passé professionnel en 1991, il perd un premier combat pour le titre mondial des poids pailles WBA face à Rosendo Alvarez en 1996 mais devient champion WBO de la catégorie le 30 mai 1998 aux dépens d'Eric Jamili. Vainqueur du combat revanche puis face à Luis Alberto Lazarte et Juan Alfonso Keb Baas, Guardia laisse son titre vacant en 2001. Il s'inclinera en 2004 contre Nelson Dieppa, champion WBO des mi-mouches, et mettra un terme à sa carrière en 2010 sur un bilan de 37 victoires et 12 défaites.